# Enrico Bazan
Enrico Bazan (Palermo, 3 aprile 1864 – Roma, 11 aprile 1947) è stato un generale e politico italiano.
Fu senatore del Regno d'Italia nella XXVII legislatura.

## Biografia
Frequentò l'Accademia militare di Torino da dove uscì il 1º ottobre 1882, frequentò la scuola di Guerra da dove uscì nel 1894.
Sposato con Maria Agnello, ebbe sette figli. Tenente di Artiglieria nel 10º Reggimento di Artiglieria dal 1887, divenne Capitano nel 15º Reggimento di Artiglieria, il 24 dicembre 1896, Entrò come docente alla Scuola di Applicazione di Artiglieria e Genio, il 1º ottobre 1899. Lasciò la Scuola quando venne trasferito al 24º Reggimento di Artiglieria, il 13 ottobre 1904 e nel marzo successivo (1905), passò al 22 Reggimento di artiglieria. Entrò alla Scuola di Guerra come insegnante, il 17 giugno 1909. Fu promosso maggiore, il 2 ottobre 1910 e tenente colonnello, nel febbraio 1915, restando alla Direzione di Artiglieria e Genio di Torino.
Durante la prima guerra mondiale fu nominato colonnello il 18 maggio 1916. Divenne poi generale di brigata a partire dal 10 maggio 1917. Nel 1920 chiese di essere posto in Ausiliaria, ritornando in servizio dal dicembre 1924 all'ottobre 1925. Il 30 giugno 1923 si iscrisse al Partito Nazionale Fascista. Dal 1924 al 1928 fu luogotenente generale della MVSN. Nel 1926 fu nominato membro del Gran Consiglio del Fascismo. Divenne generale di corpo d'armata nel giugno 1928. Fu proclamato senatore il 22 dicembre 1928.
Fu deferito alla Alta corte di Giustizia, il 7 agosto 1944 e venne dichiarato decaduto dalla carica di senatore con ordinanza della Alta Corte di Giustizia per le sanzioni contro il Fascismo in data 21 ottobre 1944.